# Arctosa sjostedti
Arctosa sjostedti là một loài nhện trong họ Lycosidae.
Loài này thuộc chi Arctosa. Arctosa sjostedti được Carl Friedrich Roewer miêu tả năm 1960.